# Bodø (stacja kolejowa)
Bodø – stacja kolejowa w Bodø w Norwegii. Jest najbardziej na północ wysuniętą stacją połączoną z resztą kraju koleją przebiegającą wyłącznie po terytorium Norwegii. Jest dużą stacją towarową.

## Historia
Budowę linii do Bodø rozpoczęto już w 1923 roku, jednak z powodu braku funduszy i II wojny światowej stację otwarto 1 stycznia 1961 roku, z początku jako towarową obsługującą pobliski port. Oficjalne otwarcie z udziałem króla Olafa odbyło się 7 czerwca 1962.

## Obsługa pasażerów
Automaty biletowe, parking na 50 miejsc, kawiarnia, przystosowanie do obsługi niepełnosprawnych. Stacja jest nieczynna w weekendy.